# 岡野裕元
岡野 裕元（おかの ひろもと、1989年3月13日 - ）は、日本の政治学者。専門は地方政治、地方選挙制度など。現在、一般財団法人行政管理研究センター研究員（2018年４月 - ）。

## 経歴
千葉県佐倉市出身。2012年3月に学習院大学法学部を卒業後、2014年3月同大学大学院政治学研究科博士前期課程修了、2019年3月同大学大学院政治学研究科博士後期課程修了・博士（政治学）。青山学院大学文学部と学習院大学法学部での非常勤講師の教歴がある。報道番組の司会者の政治アドバイザーも務めていた。

## 著書
地方選挙、政党の地方組織、現代日本政治などについて、党派に関係なく著作がある。
単著
- 『都道府県議会選挙の研究』成文堂、2022年[5]。
- 『政党経営文化論』成文堂、2025年。

共著
- 『官邸主導と自民党政治——小泉政権の史的検証』吉田書店、2022年[6]。

## 連載
- 朝日新聞社「論座」において、「『政党』としての公明党～一学究の徒の政治学研究」を2022年1月28日から2023年4月19日まで毎月連載（月に1～3回、合計26回）していた[7]。

## 新聞出演
統一地方選挙や地方議会、地方議員に関係する内容のものが多い。
- 「都道府県議、４分の１が無投票 有権者２４００万人、意見を示せぬまま 朝日新聞社調査 統一地方選」2023年3月5日、朝日新聞・朝刊・２面（総合）[8]。
- 「4分の1が無投票当選、1人区で目立つ自民候補 41道府県議選告示」2023年3月31日、朝日新聞DIGITAL[9]。
- 「地方議員なり手『深刻』 兼業緩和、焼け石に水」2023年4月1日、千葉日報・朝刊・18面。
- 「女性候補１５％、目標３５％遠く 道府県議選、自民は６％ 統一地方選」2023年4月2日、朝日新聞・朝刊・１面（総合）[10]。
- 「（核心）物価高や格差 地方選の課題 身近な選択 自分の判断基準で」2023年4月10日、東京新聞・朝刊・３面（社説・総合）[11]。
- 「統一地方選 区議選立候補者が増傾向 新興政党や無所属が多数出馬」2023年4月14日、都政新報・２面[12]。

## テレビ出演
- BS11「報道ライブ インサイドOUT」（2023年3月31日）[13]。